# HEAO 1
Il satellite HEAO-1 fu il primo osservatorio x della serie High Energy Astronomical Observatory. Questa missione fu uno dei più grandi esempi di determinazione e lotte nell'astronomia.

## Storia

### Gli inizi
L'idea di un grande telescopio a raggi x nacque all'inizio degli anni Sessanta da tre importanti ricercatori:
- Frank McDonald del Goddar Space Flight Center, che voleva un telescopio per studiare i raggi cosmici.
- Herbert Friedman del NRL, che desiderava un grosso osservatorio con dei contatori proporzionali.
- Riccardo Giacconi dell'AS&E, che voleva un osservatorio X.

Giacconi e Friedman discussero l'idea con altri scienziati e nel 1965 ottennero l'adesione dell'influente Space Science Board, mentre McDonald riuscì a trovare due alleati nelle alte sfere della NASA: Jesse Mitchell (direttore della divisione di geofisica e astronomia) e Richard Halpern, un collaboratore di Mitchell.
Due anni dopo, nel 1967, si riuscì ad avere l'appoggio dell'Astronomy Missions Board alla NASA, un comitato di 10 persone autorevoli e rispettate dalla comunità astronomica.
Vennero quindi stanziati dei fondi da usare per costruire quattro satelliti X (anche se poi ne vennero costruiti solo tre) e Richard Halprn divenne direttore del programma HEAO.
Successivamente, McDonald e Alois Shartd, del quartier generale della NASA, ottennero un secondo appoggio dal Marshall Space Flight Center, che, grazie all'ex tecnico nazista Wernher von Braun, aveva ottenuto un posto importantissimo nella NASA per la costruzione dei razzi delle missioni Apollo.
A questo punto, nel 1970, il programma è approvato dal Congresso e Albert Openhaimer divenne il direttore ufficiale.

### I tagli dei finanziamenti
Fino al 2 gennaio del 1973 il programma procedette senza intoppi, ma in quel momento si venne a sapere che l'amministrazione Nixon aveva tagliato i finanziamenti, per via del costo superiore al previsto delle sonde Viking dirette a Marte e che, quindi, il programma era stato annullato.
Mitchell e Halpern cercarono di revocare l'annullamento, preparando, per cominciare, una versione meno cara di HEAO 1, che comprendeva tutti gli strumenti desiderati tranne quelli per i raggi cosmici di McDonald, che, comunque, continuò a collaborare al programma.
La comunità scientifica protestò aspramente, e Mitchell portò la causa davanti ai più importanti componenti della NASA e vinse, trasformando l'annullamento in una sospensione di 18 mesi.

### L'inizio della missione

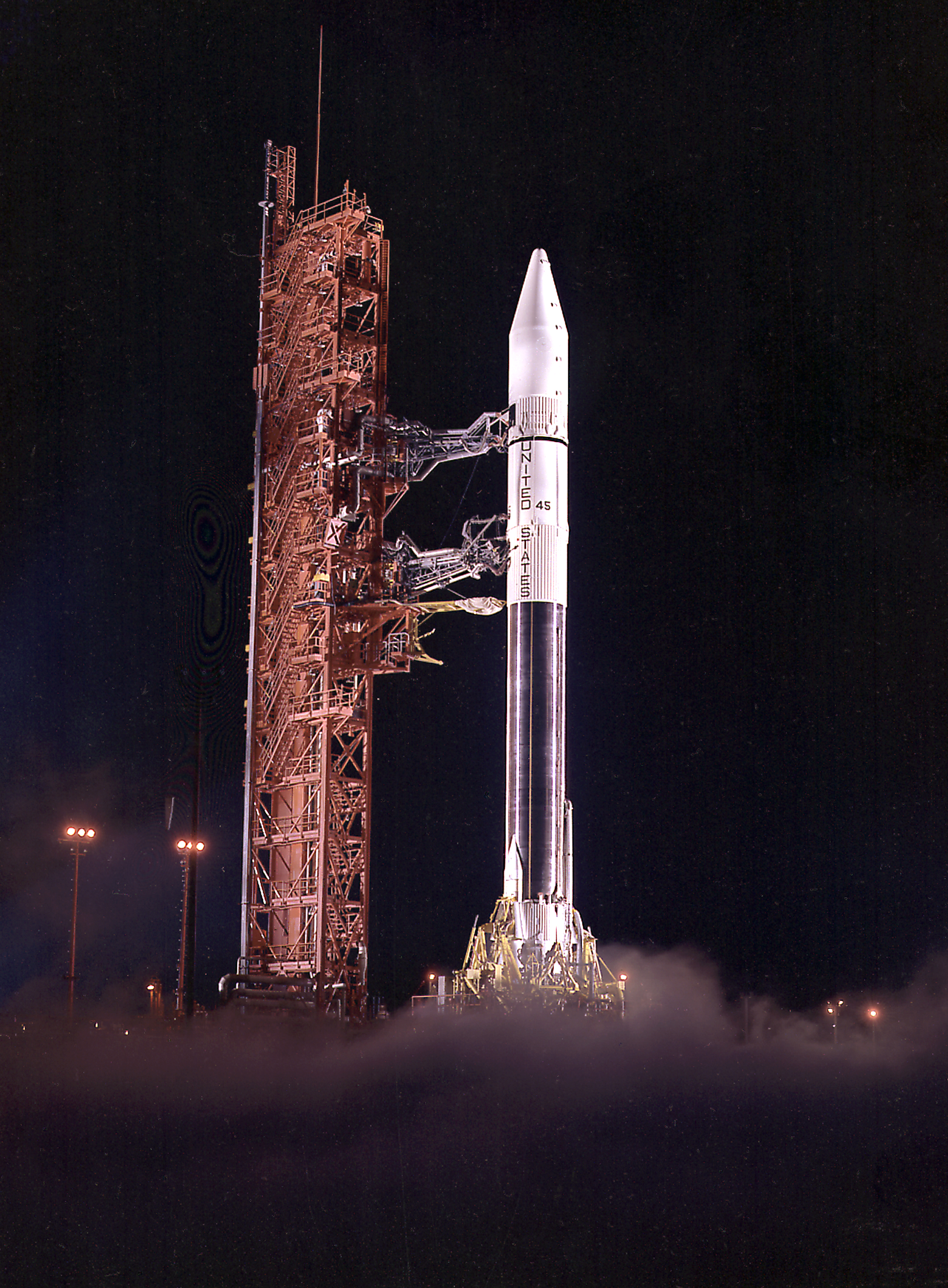
Il lancio di HEAO-1

Il 12 agosto del 1977 HEAO-1 decollò tramite un razzo Atlas-Centaur dalla rampa di lancio, aprendo il programma HEAO e l'era dei grandi telescopi spaziali.
Ventitré minuti dopo il lancio e dieci anni dalla sua ideazione era in orbita, dove rimase fino al 9 gennaio 1979.
In quel periodo rinnovò di molto la mappa del cielo in raggi x, già disegnata a malapena dal satellite Explorer Uhuru, molto più piccolo.
Vennero scoperte sorgenti x in alcune nane bianche, in quasar, galassie attive e ammassi di galassie e persino una gigantesca bolla di gas caldo in espansione nel Cigno, provocata dalla continua esplosione di stelle supergiganti.